# Sara Danius
Sara Maria Danius(5 tháng 4 năm 1962 – 12 tháng 10 năm 2019) là một nhà phê bình và triết gia văn học Thụy Điển. Cô là một học giả về văn học và thẩm mỹ. Danius là giáo sư thẩm mỹ tại Đại học Södertörn, docent văn học tại Đại học Uppsala và giáo sư về khoa học văn học tại Đại học Stockholm.
Danius là thành viên và là nữ thư ký thường trực đầu tiên của Viện Hàn lâm Thụy Điển. Bà là một trong những nhân vật trung tâm trong tranh cãi năm 2018 dẫn đến việc hủy bỏ Giải thưởng Nobel Văn học năm đó và sau đó tái cấu trúc học viện.
Bà đã được yêu cầu từ chức và rời khỏi học viện vào ngày 12 tháng 4 năm 2018, chống lại sự chỉ trích về cách xử lý của học viện đối với vụ bê bối Me Too liên quan đến Jean-Claude Arnault.
Danius tốt nghiệp Đại học Stockholm năm 1986. Cô đã nhận được bằng thạc sĩ ngành lý thuyết phê bình tại Đại học Nottingham năm 1989. Cô sống ở Hoa Kỳ trong mười năm và, năm 1997, nhận bằng tiến sĩ từ Đại học Duke. Năm 1999, cô nhận bằng tiến sĩ từ Đại học Uppsala. Bà đã xuất bản về mối quan hệ giữa văn học và xã hội và viết về Marcel Proust, Gustave Flaubert, và James Joyce.